# أدولفو نيف
أدولفو نيف (بالإسبانية: Adolfo Nef)‏ مواليد 18 يناير 1946 في تشيلي، هو لاعب كرة قدم تشيلي سابق كان يلعب كحارس مرمى. سبق له أن لعب في كأس العالم لكرة القدم مع منتخب بلاده. لعب خلال مسيرته 647 مباراة سجل خلالها 0 أهداف.

## المسيرة الاحترافية

### أندية لعب لها
- نادي أونيفرسيداد دي تشيلي
- كولو-كولو
- نادي أونيفرسيداد كاتوليكا
- ديبورتيس ماجالانز

## روابط خارجية
- أدولفو نيف على موقع الاتحاد الدولي (مؤرشف)  (الإنجليزية)
- أدولفو نيف على موقع ناشيونال فوتبول تيمز (الإنجليزية)
- أدولفو نيف على موقع عالم كرة القدم.نت (الإنجليزية)